# Injectienaald

Injectiespuit met naald

Een injectienaald is een holle naald die gewoonlijk op een injectiespuit wordt geplaatst ten behoeve van het toedienen van een injectie dan wel het afnemen van bloed of andere lichaamsvloeistoffen.

Tegenwoordig worden injectienaalden (of canules) vrijwel altijd steriel verpakt geleverd en zijn ze bedoeld voor eenmalig gebruik.

## Geschiedenis
De instrumentenmaker Joseph Charrière vond in 1850 de holle metalen naald uit. Aanvankelijk werd deze alleen toegepast voor hypodermoclyse. Later ontwikkelde zich hieruit de verschillende injectie- en infuusnaalden.